# 小行星9981
小行星9981（英語：9981）是一颗围绕太阳公转的小行星。1995年1月31日，小林隆男在大泉天文台发现了此天体。
这颗小行星的绝对星等为279.6087031944592等。